# Bruno de Menezes
Bento Bruno de Menezes Costa (Belém, 21 de março de 1893 – Manaus, 2 de julho de 1963) foi um escritor brasileiro. Era membro da Academia Paraense de Letras.

## Biografia
Bruno de Menezes, filho de Dionísio Cavalcante de Menezes e Balbina Maria da Conceição Menezes, nasceu no bairro do Jurunas, em Belém do Pará.
Cursou apenas o primário no grupo escolar José Veríssimo. Ainda menino se tornou aprendiz de encadernador, mantendo nessa profissão um contato maior com livros, o que colaborou em muito para que seu gosto pela literatura e o desejo pelo saber aumentassem.
Seu ideal no Pará o levou, na juventude, a formar com outros companheiros o grupo "Vândalos do Apocalipse" e, mais tarde, o grupo "Peixe Frito", deste último fazendo parte Dalcídio Jurandir e Jacques Flores, entre outros de sua geração.
Foi funcionário público estadual, servindo no Tesouro do Estado, na Secretaria de Agricultura e como Diretor do Departamento Estadual de Cooperativismo.
Fundou em 1923, a revista Belém Nova, que abrigou trabalhos tanto dos modernistas como de antigos companheiros. Em 30 de maio de 1944 tornou-se membro da Academia Paraense de Letras, ocupando a cadeira de Natividade Lima, da qual chegou à presidência.
Foi patrono da cadeira nº 2 do Instituto Cultural do Cariri, com posse em 1967. Pertenceu ao Instituto Histórico e Geográfico do Pará e à Comissão Paraense de Folclore.
Casou-se com a professora Francisca Santos de Menezes, com a qual teve sete filhos.
Poeta e folclorista, foi uma espécie de anunciador do modernismo em Belém. Sua poesia canta a raça negra, a cidade que o tempo levou, as tradições e o amor.
A necessidade de inserir a literatura local paraense no contexto modernista nacional levou Bruno de Menezes a promover vários debates sobre a renovação literária no Pará. Sua inquietação contagiou alguns intelectuais nativos que produziram obras que dialogaram com a corrente modernista brasileira. Nessa esteira, os modernistas paulistas vieram apenas trocar experiências literárias na Amazônia.
Faleceu aos setenta anos de idade, de infarto no miocárdio. Seu corpo foi velado na sede da Academia Amazonense de Letras, chegando em Belém no dia 3 de julho, no dia 4 de julho foi sepultado no Cemitério de Santa Izabel.

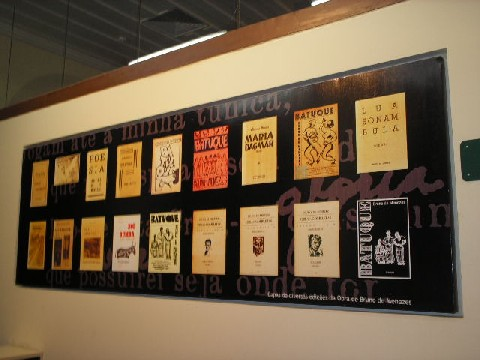
Todas as obras Bruno de Menezes

## Obras
Poesia
- Crucifixo - 1920.
- Bailando no Lunar - 1924.
- Poesia - 1931.
- Batuque - 1931.
- Batuque, em braile - 2006.
- Lua Sonâmbula - 1953.
- Poema para Fortaleza - 1957.
- Onze Sonetos - 1960.

Folclore
- Boi Bumbá: auto popular - 1958.
- São Benedito da Praia: folclore do Ver-o-peso - 1959

Estudo literário
- À margem do "Cuia Pitinga": estudo sobre o livro de Jacques Flores - 1937.

Ficção
- Maria Dagmar (Novela) - 1950.
- Candunga (Romance) - 1954.

## Prêmios
- "Cidade de São Jorge dos Ilhéus", Bahia em 1960. com Onze Sonetos.
- "José Veríssimo", oferecido pelo Governo do Estado do Pará em 1954. Com o romance Candunga.